# Speicher Grüne Straße 4
Der ehemalige Speicher Grüne Straße 4 in Wildeshausen, hinter dem Haus Huntestraße 5, stammt aus dem 19. Jahrhundert. Er wird (2023) als Wohn- und Ferienhaus genutzt.
Das Gebäude steht unter Denkmalschutz.

## Geschichte
Das zweigeschossige Fachwerkhaus mit Putzausfachungen, vorkragendem Obergeschoss, Krüppelwalmdach, großem Dachhaus und mit Ladeluke und Winde stammt von 1880, mit Holzbalken von 1816. Der Harpstedter Dietrich Poppe erwarb 1880 die Gebäude und Grundstücke Huntestraße 5 und Grüne Straße 4 von der Familie Schröder. Sein Sohn Johann Poppe, gelernter Böttcher- und Küfermeister, stellte Butter- und Heringsfässer her. Der Speicher diente als Lagerraum. Das Haus verblieb in vier Generationen in der Familie.
Das heutige um 2016/17 sanierte Wohn- und Ferienhaus hat zwei Ferienwohnungen.
Die Landesdenkmalpflege befand: „... geschichtliche und städtebauliche Bedeutung ... als Fachwerkspeicher des frühen 19. Jhs. ...“.